# Cystoderma amianthinum
Cystoderma amianthinum (Giovanni Antonio Scopoli, 1772, ex Victor Fayod, 1889), sin. Lepiota amianthina (Giovanni Antonio Scopoli, 1772, ex Petter Adolf Karsten, 1879), din încrengătura Basidiomycota,  în familia Agaricaceae și de genul Cystoderma este o specie de ciuperci răspândită, saprofită ce descompune materia organică moartă și comestibilă. O denumire populară nu este cunoscută. Bureții trăiesc în România, Basarabia și Bucovina de Nord în grupuri și cercuri preponderent în pădurile de conifere pe lângă brazi, molizi și pini, dar uneori și în cele foioase și mixte sub fagi, în locuri umede, printre mușchi și iarbă. Se dezvoltă de la câmpie la munte din (iunie) iulie până în noiembrie (decembrie).

## Taxonomie

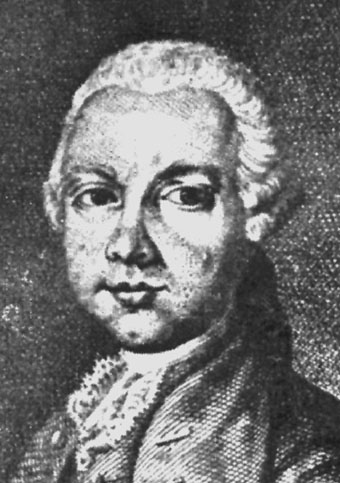
G. Scopoli

Numele binomial Agaricus amianthinus a fost determinat de naturalistul italian Giovanni Antonio Scopoli în volumul 2 al operei sale Flora carniolica din 1772.
Apoi, în 1879, micologul finlandez Petter Adolf Karsten a transferat specia la genul Lepiota sub păstrarea epitetului, de verificat în volumul 32 al jurnalului biologic Bidrag till Kännedom av Finlands Natur och Folk, un taxon care se găsește în cărți micologice mai vechi.
Dar numele valabil până în prezent (2021) este Cystoderma amianthinum, propus de micologul elvețian Victor Fayod (1860-1900) în seria 7 al jurnalului botanic Annales des Sciences Naturelles Botanique din 1889.
Toate celelalte denumiri, inclusiv diferitele forme și variații sunt acceptate sinonim.
Epitetul este derivat din cuvântul de limba greacă veche (greacă veche αμίαντος=nepătat, neprihănit), datorită aspectului cuticulei. De acolo se trage și cuvântul „amiant”, o altă denumire pentru azbestul.

## Descriere
- Pălăria: are un diametru de 3-5 (6) cm, este destul de cărnoasă și fragilă, la început conică, apoi arcuită și, în cele din urmă, aplatizată cu o cocoașă turtită centrală. În tinerețe, marginea ascuțită și nestriată este puțin franjurată brun-gălbui, datorită resturilor vălului parțial. Suprafața pălăriei este mată, fuliginoasă, foarte fin reticulată sau catifelat solzoasă până la aspru granulată, cu vârsta precum la unele variații, de asemenea, încrețită până ridată radial, dar devenind și nu rar golașă la bătrânețe. Coloritul este palid gălbui, ocru-gălbui sau galben-portocaliu, în mijloc mai închis, aproape maroniu. Trebuie menționat că există o variație complet albă descrisă originar de Maire în 1922, astăzi Cystoderma amianthinum f. album A.H.Sm. & Singer (1945).[9]

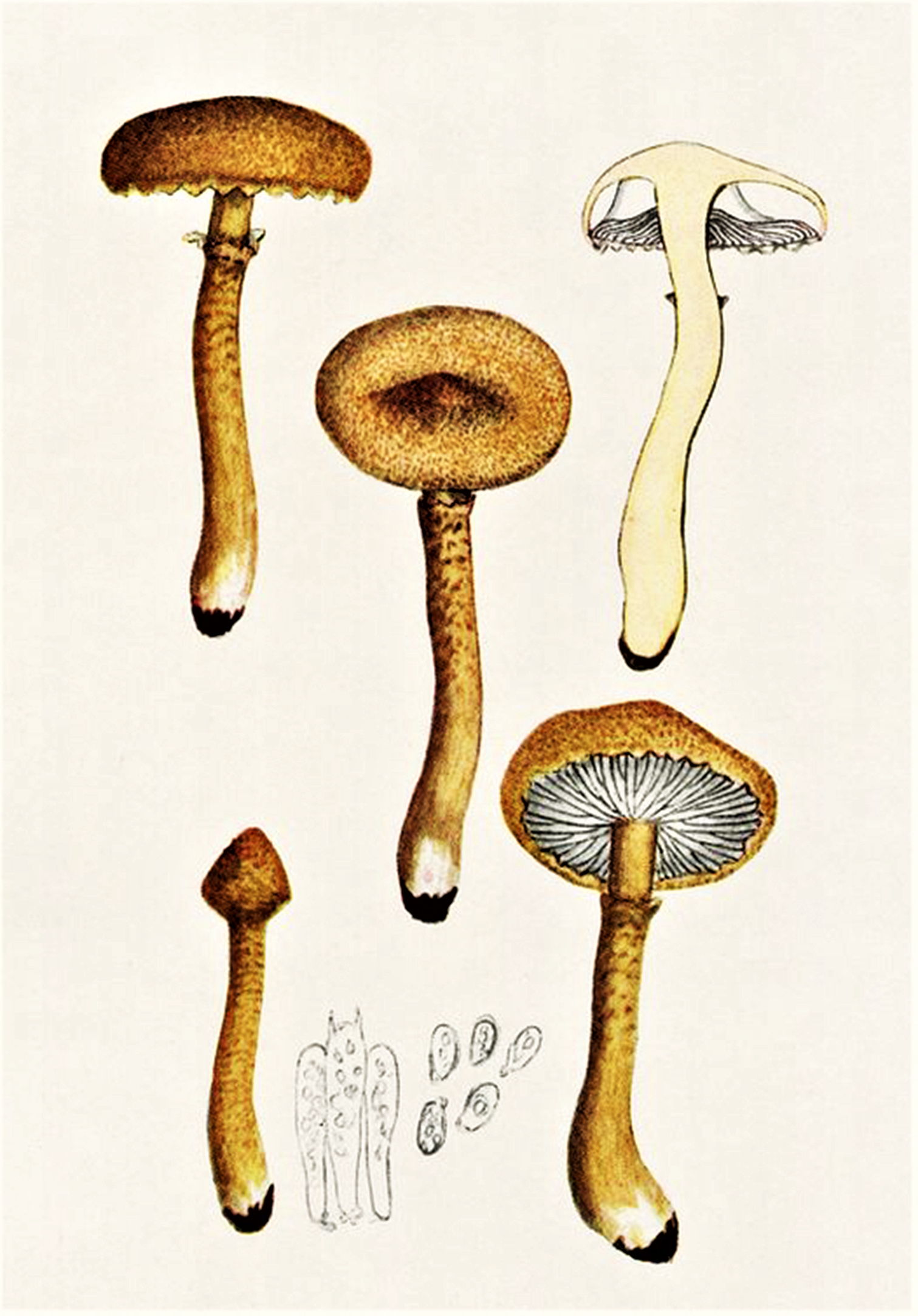
Bres.: Lepiota amianthina

- Lamelele: inițial albicioase, apoi deschis gălbuie până ocru-gălbuie (sau complet albe, vezi mai sus), fărâmicioase, bulboase, nu prea subțiri și destul de distanțate, cu lameluțe intercalate de lungime diferită, uneori chiar și bifurcate, sunt lat aderate la picior cu un aspect aproape liber, muchiile fiind slab ondulate și crestate. În tinerețe, spațiul între pălărie și picior este acoperit de un văl parțial fin și galben-maroniu.
- Piciorul: dezvoltă o lungime de 3-7 (9) cm (depinde de înălțimea stratului de mușchi sau a ierbii printre care crește) cu un diametru de 0,4-0,6 cm, este ceva fibros și fragil, cilindric, spre bază adesea îngroșat și mai întâi plin, apoi gol pe dinăuntru. Prezintă un inel ascendent, deschis brun, nu pielos ci granular, format din solzii ai vălului parțial rămași în urmă care însă dispare aproape complet la maturitate. Deasupra manșetei este neted și gălbui până ocru, iar dedesubt grosolan solzos până flocos și brun-gălbui, mereu de un colorit mai închis ca cel al pălăriei. Tija poate fi și complet albă (vezi mai sus).
- Carnea: destul de moale, în picior mai fermă, este albicioasă, înconjurată de un strat portocaliu (în tijă mai puternic), mirosul fiind la exemplare mature sau chiar bătrâne stătut, ca de paie veche sau praf de șură, la cele tinere slab pământos până fructuos și gustul blând, dar puțin mucegăios.[3][4]
- Caracteristici microscopice: sporii alungit ovoidali până slab elipsoidali, netezi și apiculati spre un capăt, sunt inițial neamilozi (nu se decolorează cu reactivi de iod) și de abia la maturitate amilozi (ce înseamnă colorabilitatea structurilor tisulare folosind reactivi de iod), hialini, (translucizi) granulați în interior, având o mărime de (4) 5-6 (7) x 3-4 microni. Amprenta lor este albicioasă până slab gălbui crem. Basidiile clavate poartă câte 2-4 sterigme fiecare și măsoară 24-26 x 4-6 microni. Nu prezintă nici cheilocistide (elemente sterile situate pe muchia lamelor) nici pleurocistide (elemente sterile situate în himenul de pe fețele lamelor). Pileocistidele (elemente sterile de pe suprafața pălăriei) a căror pereți se decolorează ruginiu-brun în hidroxid de potasiu sunt mai mult sau mai puțin umflate, aproape rotunjoare, fiind adesea conectate în formă de lanț. Atrospori (spori în formă de verigi, rezultând din dezintegrarea hifelor) nu au fost observați.[10][11][12]
- Reacții chimice: nu sunt cunoscute.[13][14]

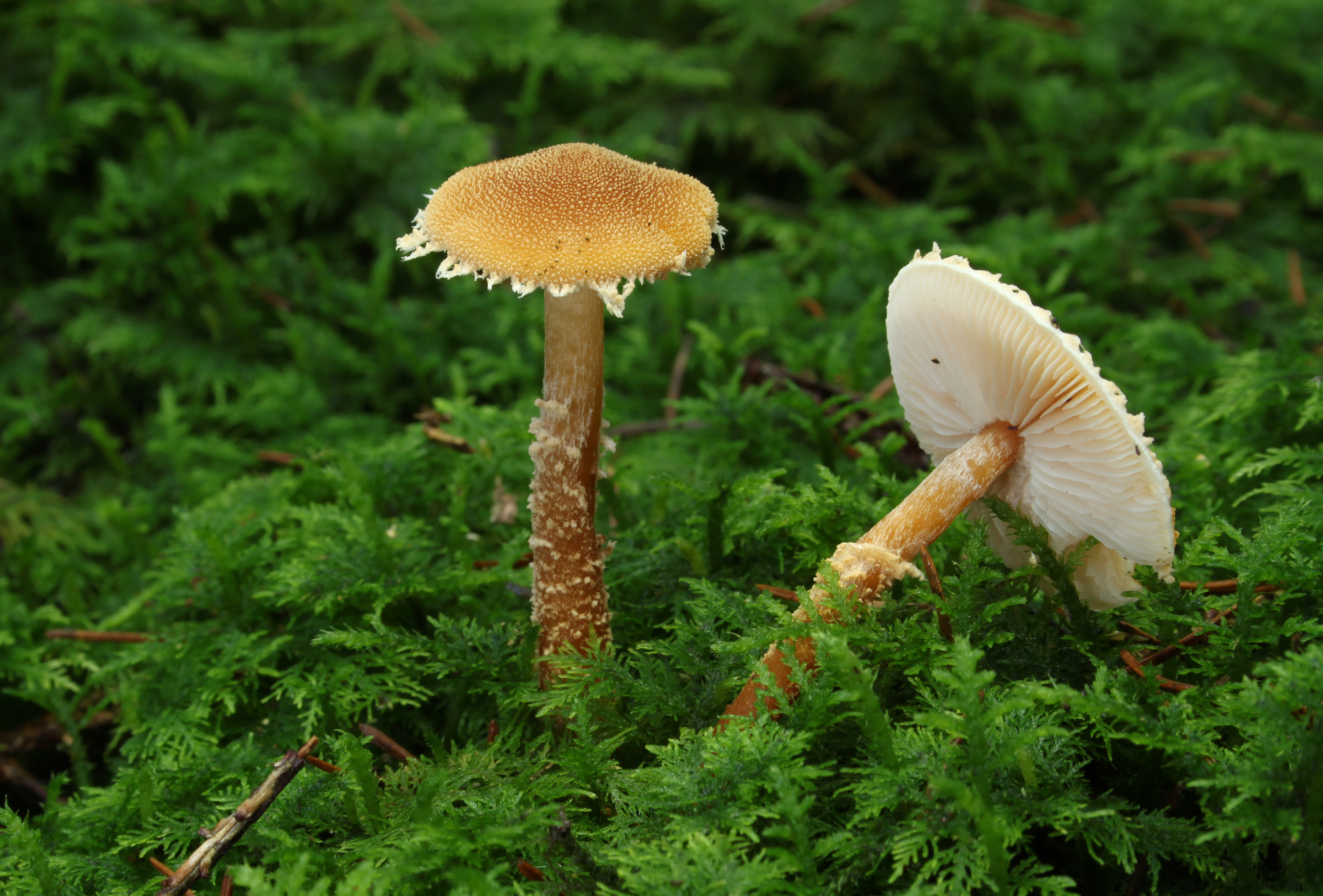
C. amianthinum, pălărie, lamele și picior
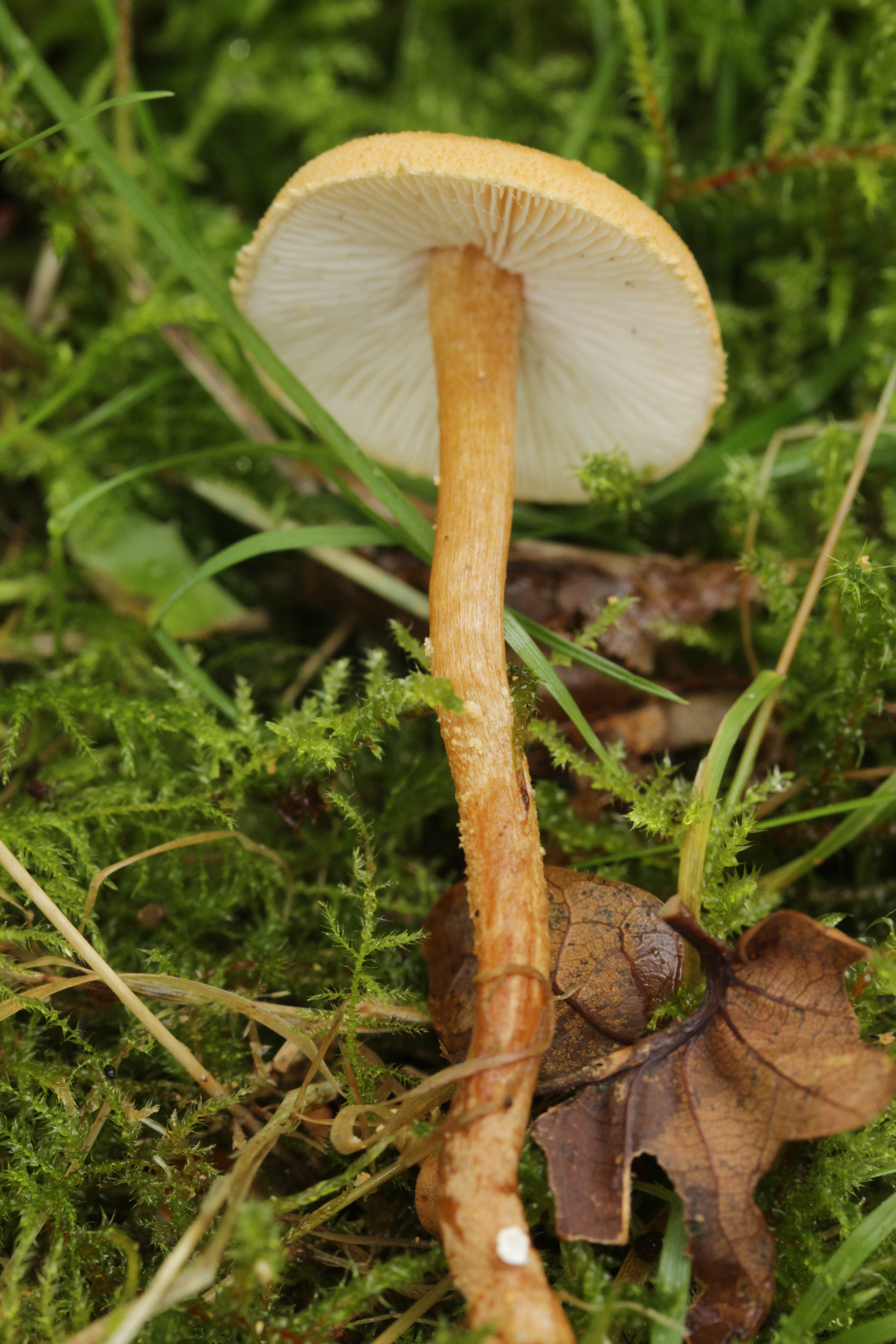
C. amianthinum tânără, lamele și picior
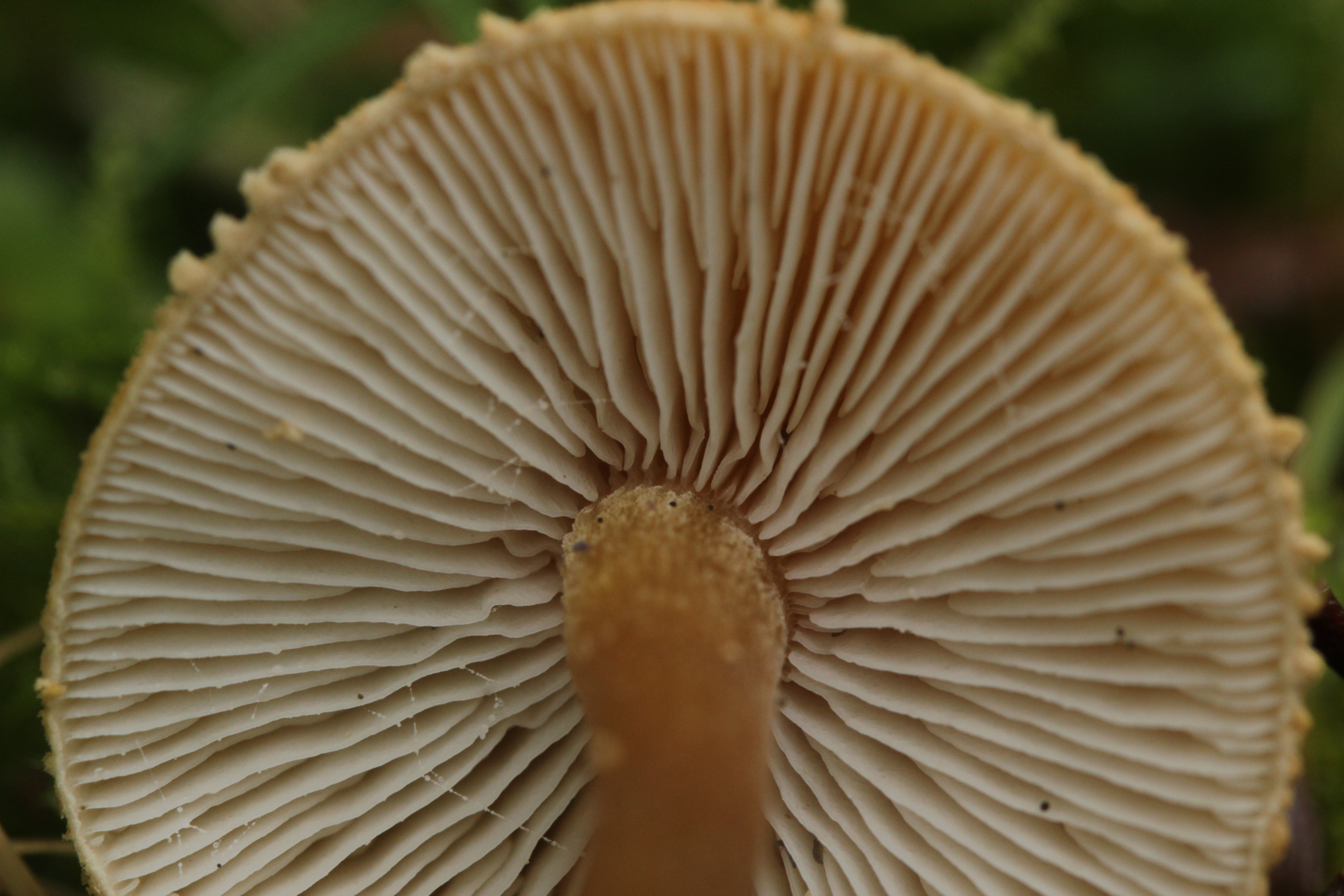
C. amianthinum, lamele din apropiere
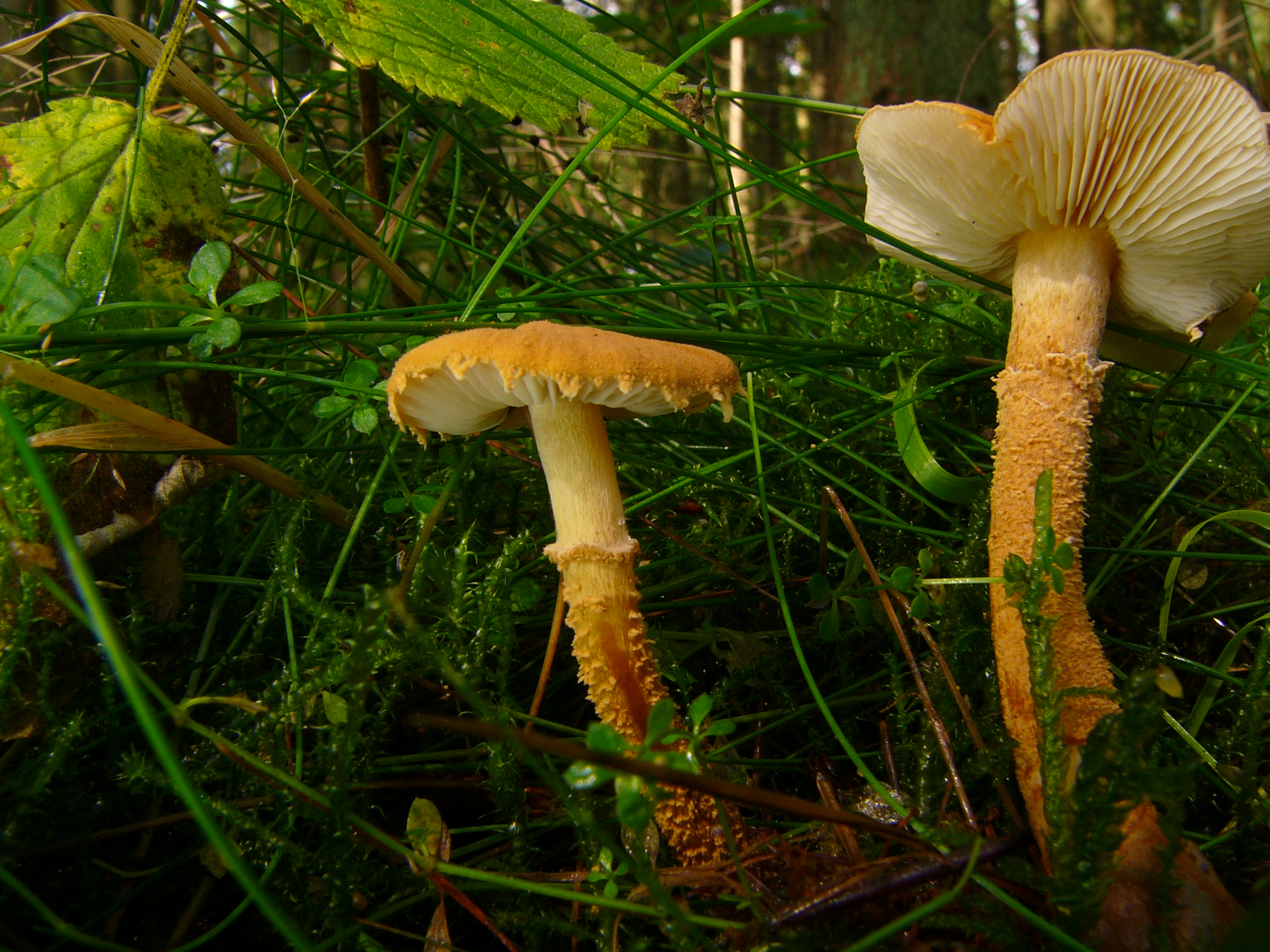
C. amianthinum mai bătrâne
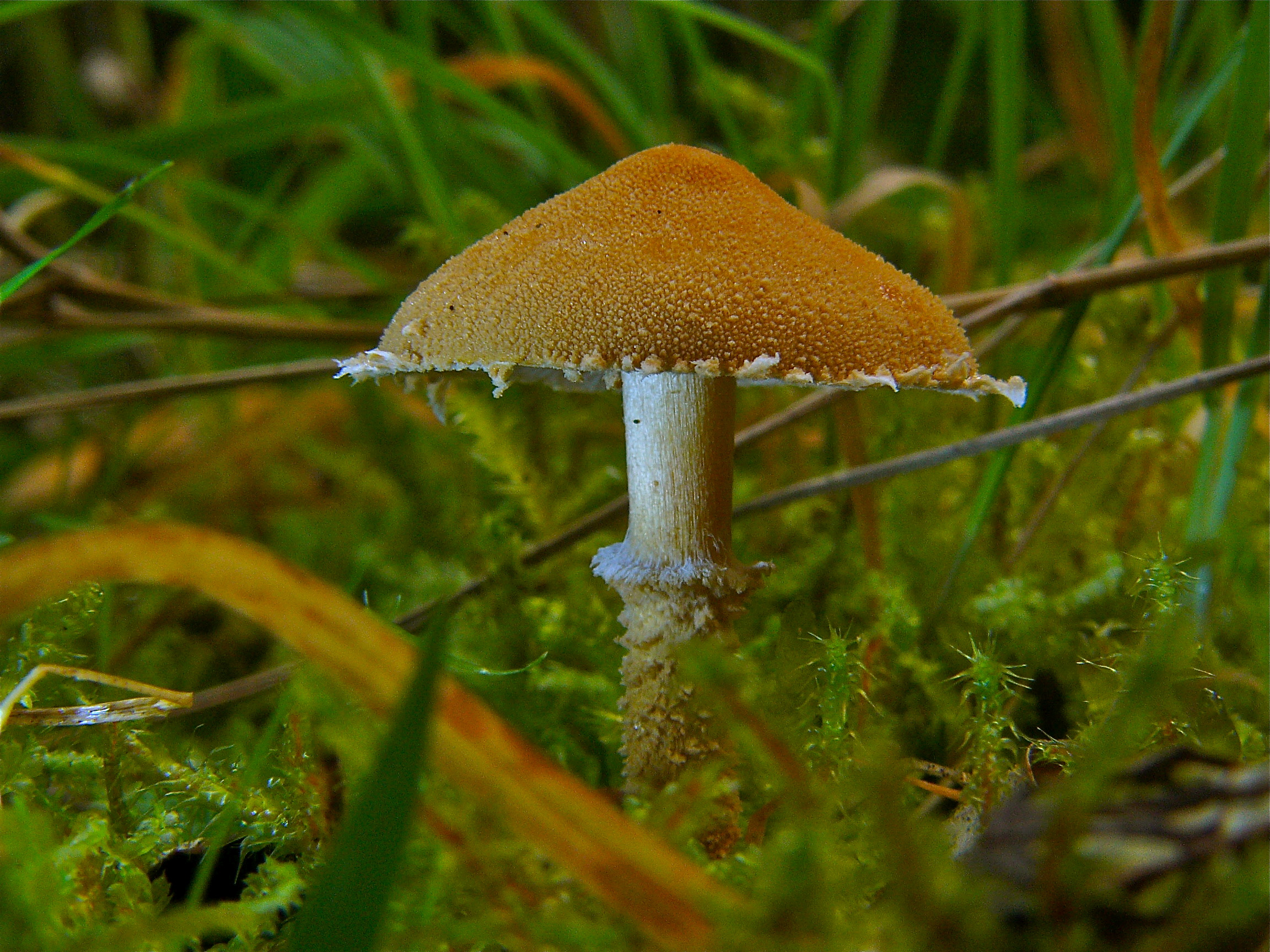
C. amianthinum, cuticulă granulată puternic

## Confuzii
Cystoderma amianthinum poate fi confundată de exemplu cu Cystoderma fallax  (comestibil), Cystoderma carcharias (necomestibil), Cystodermella granulosa (necomestibil), Cystoderma jasonis (comestibil), Cystoderma superbum (necomestibil), Cystodermella cinnabarina (comestibilă), Lepiota castanea, Lepiota boudieri (otrăvitoare), Lepiota clypeolaria (otrăvitoare) sau Lepiota helveola (letală).

## Specii asemănătoare în imagini

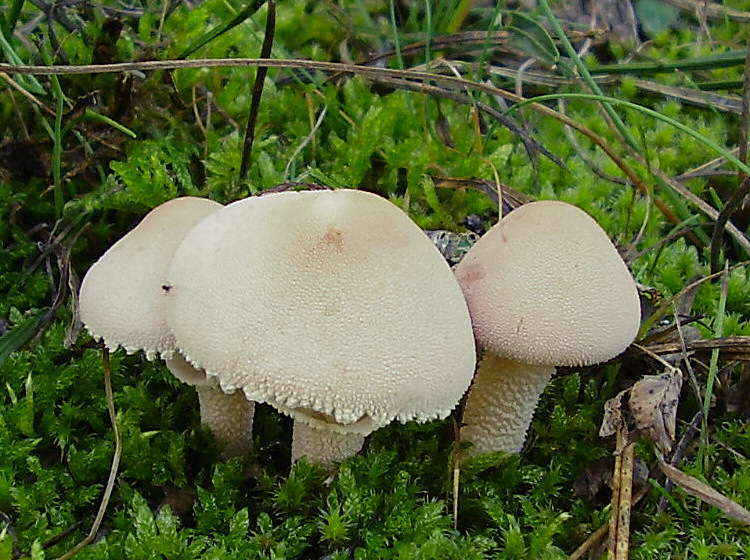
!Cystoderma carcharias!
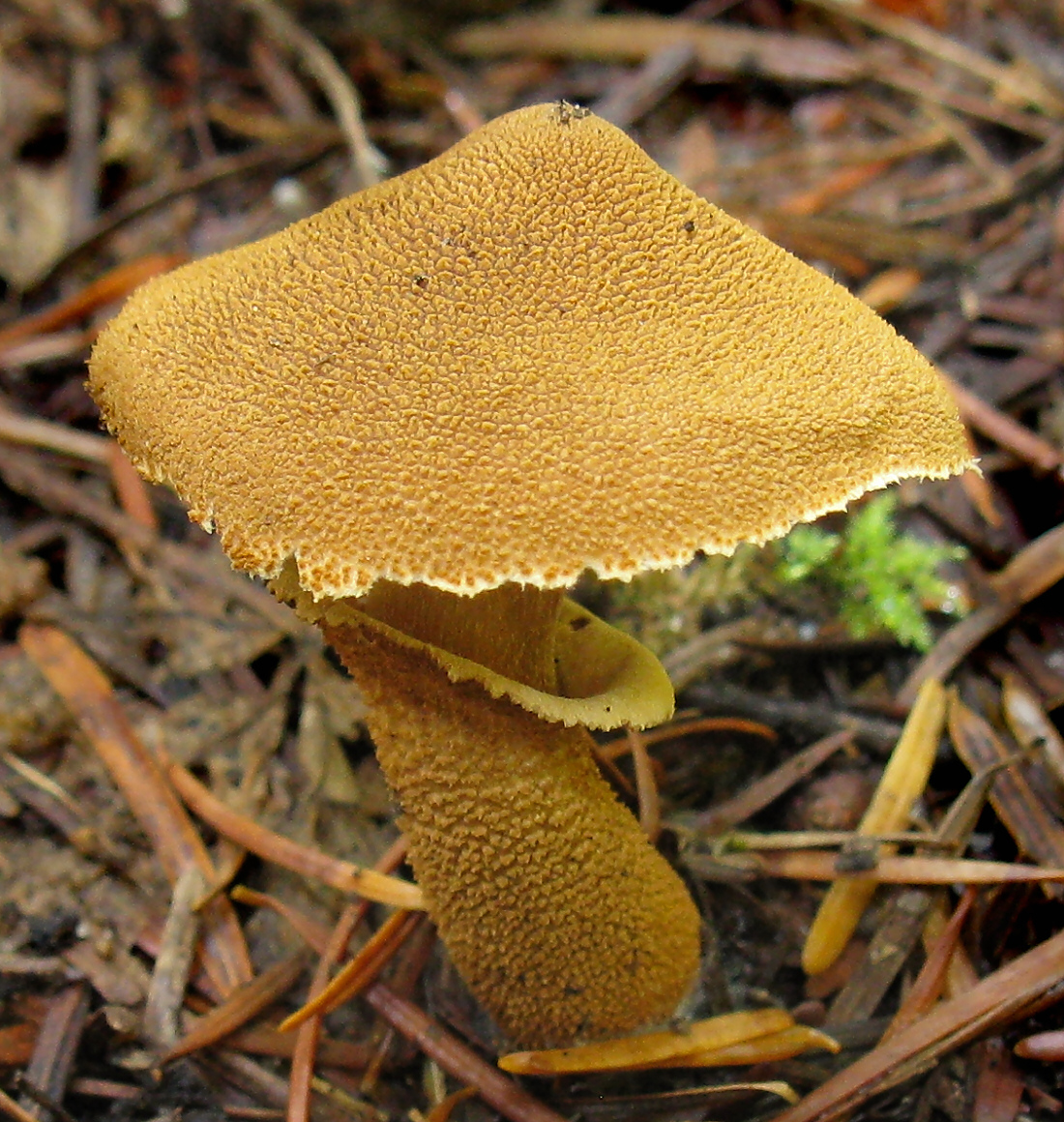
Cystoderma fallax
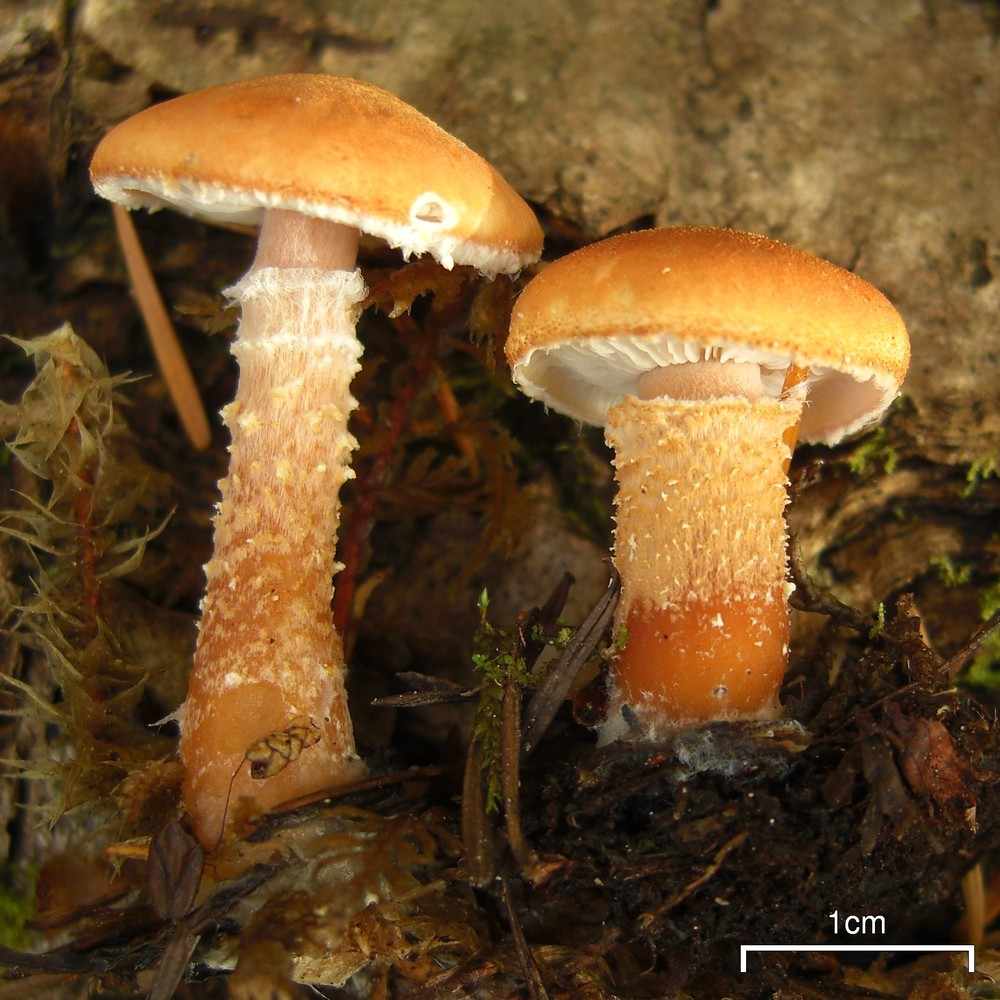
!Cystoderma granulosa!
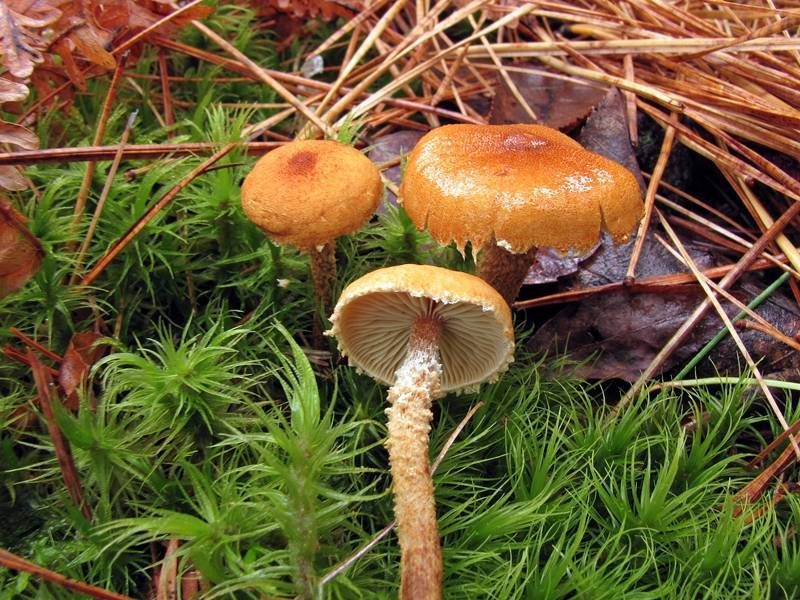
Cystoderma jasonis
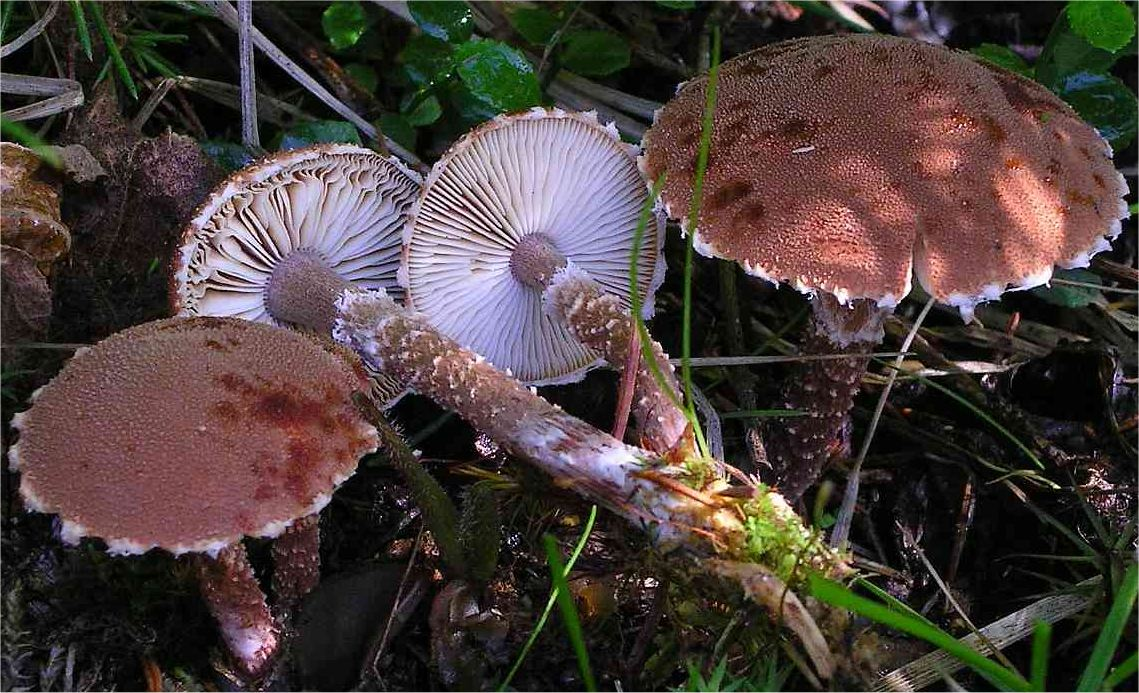
!Cystoderma superbum!
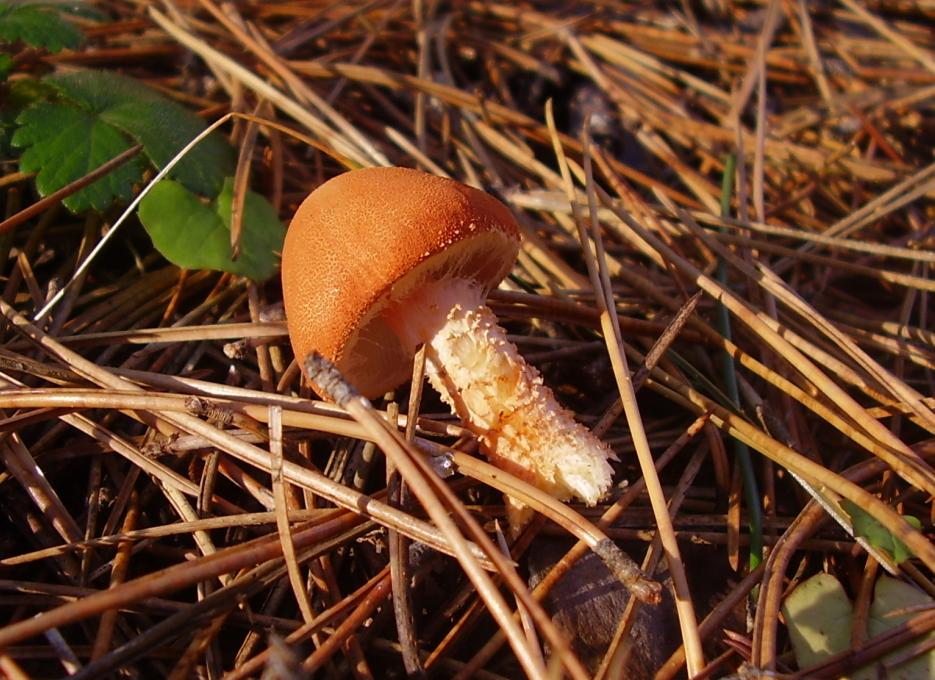
Cystodermella cinnabarina
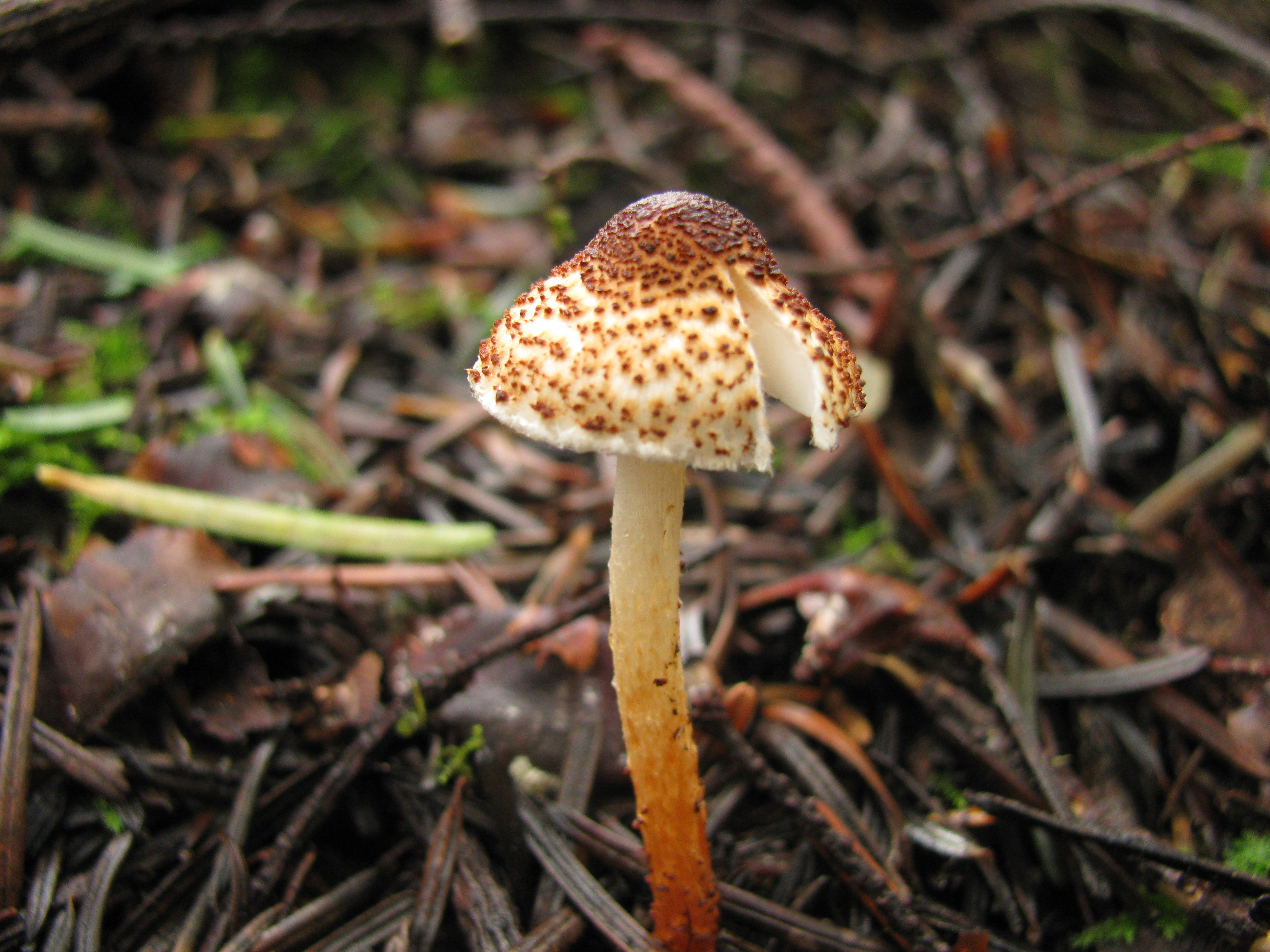
!!Lepiota castanea!!
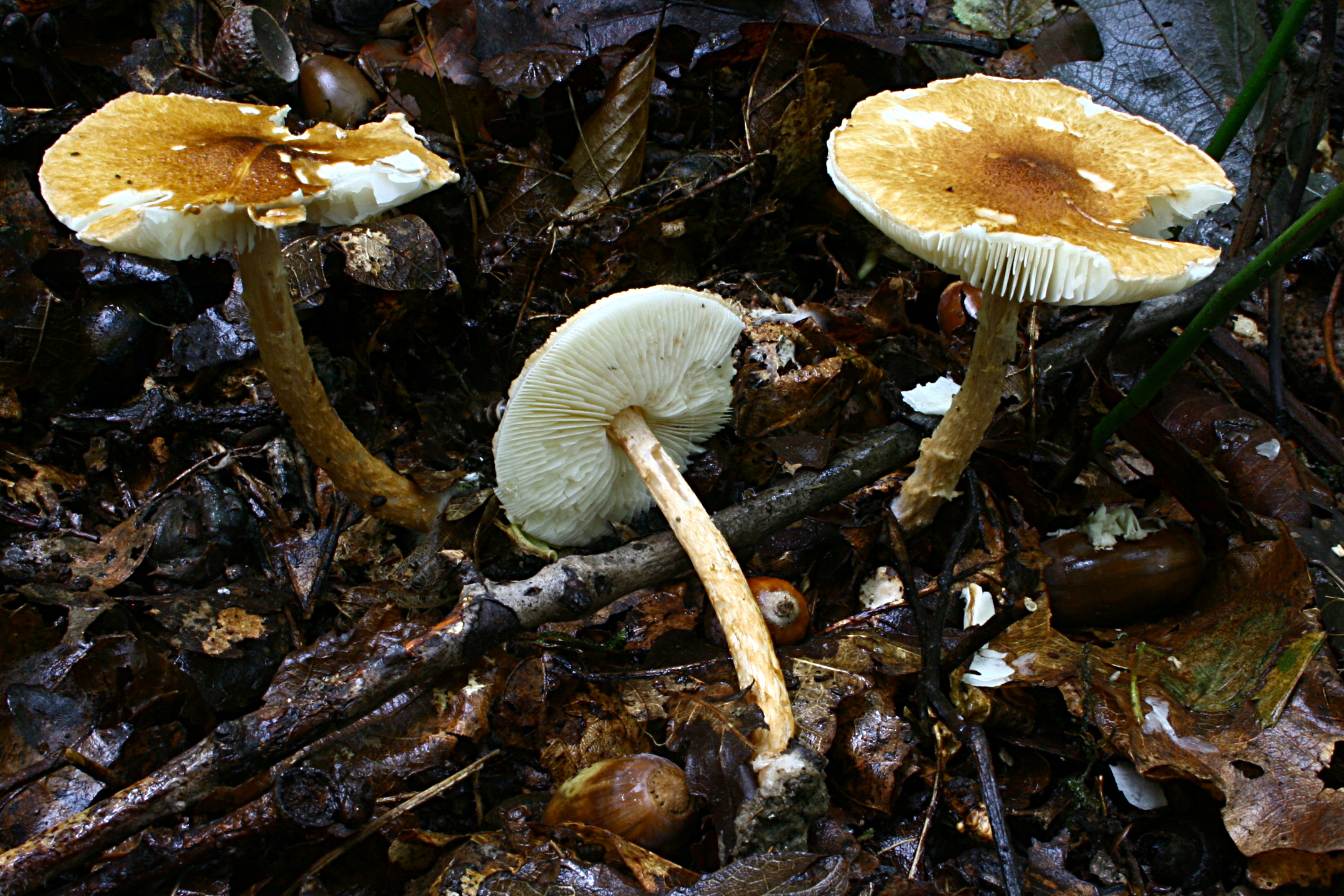
!!Lepiota boudieri!!
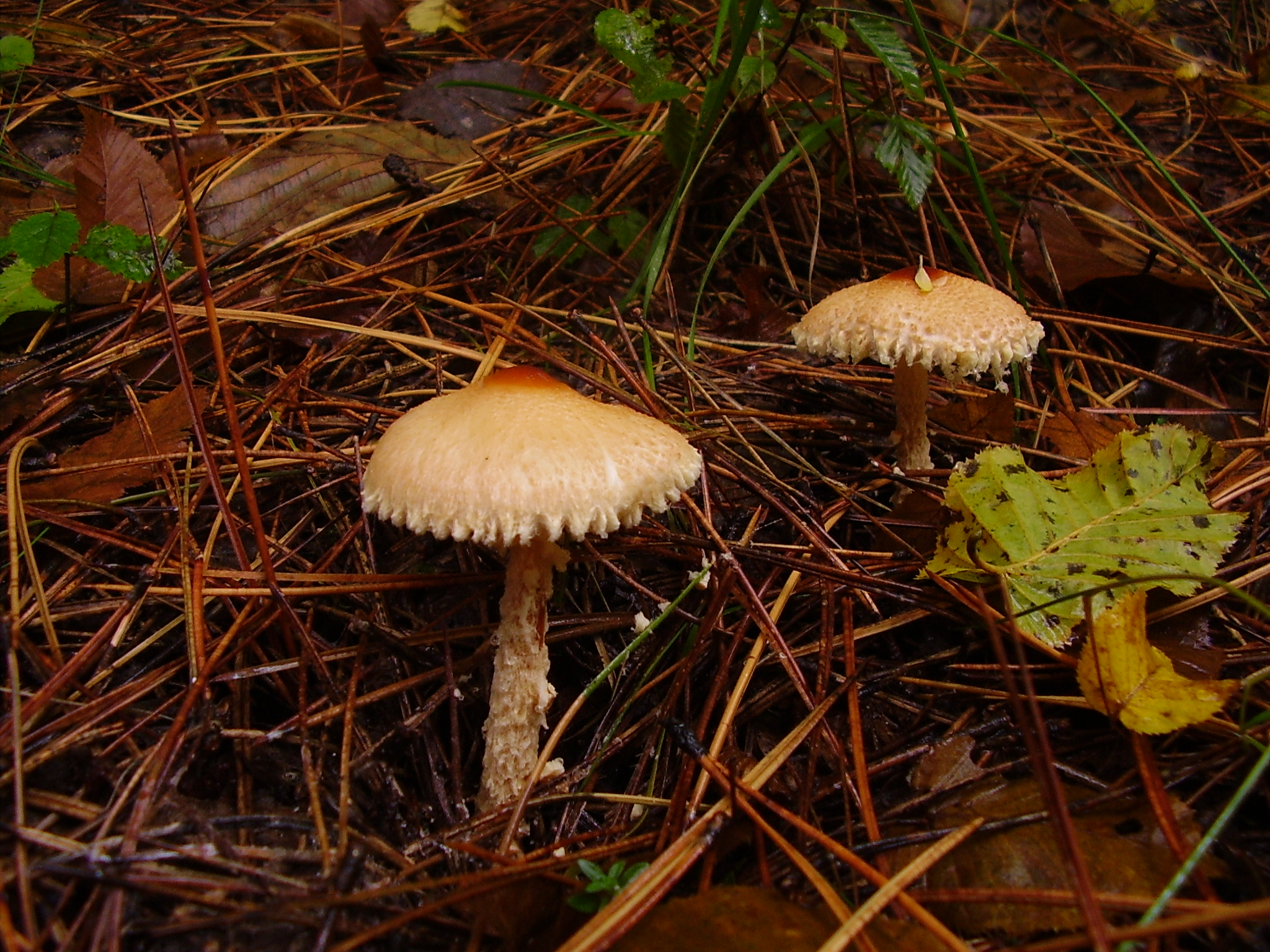
!!Lepiota clypeolaria!!
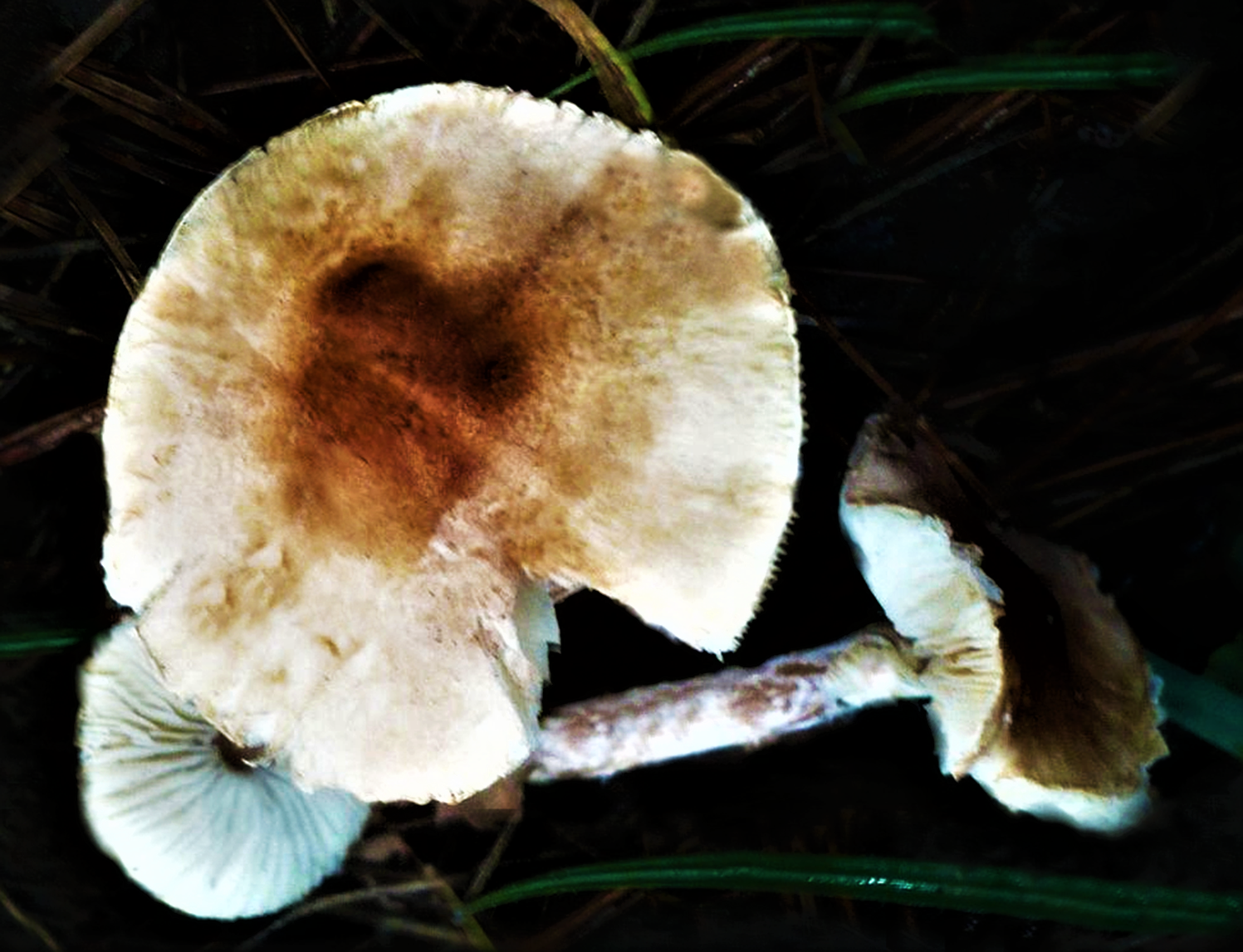
Lepiota helveola]]|!!!Lepiota helveola!!!

## Valorificare
Parasoli granulari mici de genul Cystoderma sunt în general comestibili, dar inferiori în miros și gust. Astfel, specia aici descrisă cu un miros neplăcut oarecum de fân vechi precum un gust ceva mucegăit nu invită la consum. Mai departe, ciuperca nu este suportată bine mâncată în cantități mai mari. În plus, unele specii foarte asemănătoare au un efect  hemolitic în stare nefiartă, iar altele sunt otrăvitoare, chiar letale. De aceea, nu se recomandă culesul și ingerarea acestui burete.